# Sint-Jan-Evangelistkerk (Eindhoven)
De Sint-Jan-Evangelistkerk was een rooms-katholieke parochiekerk, gelegen aan de Koning Arthurlaan 49 in de buurt Jagershoef die deel uitmaakt van het Eindhovense stadsdeel Woensel.

## Geschiedenis
Aanvankelijk stond hier, ten behoeve van de bewoners van de nieuwe wijk, een noodkerk. In 1968 werd een permanent kerkgebouw ingewijd, ontworpen door het architectenbureau Grinten en Heydenrijk. Het is een sobere, modernistische zaalkerk zonder toren, waarvan het dak op metalen binnenkolommen rust, zodat rondom vensters konden worden aangebracht.
Op 27 december 2011 werd er de laatste kerkdienst gehouden, waarna de kerk werd onttrokken aan de eredienst.